# Divieto d'immistione
Il divieto d'immistione (noto anche come divieto di ingerenza) è un divieto legale imposto ai soci accomandanti di una società in accomandita semplice (SAS) in forza dell'art. 2320, comma 1 del codice civile italiano. Esso vieta, ai soli soci accomandanti, di partecipare attivamente al processo di gestione della società (compiere atti di amministrazione come specifica il suddetto articolo del codice) e di avere potere di rappresentanza della stessa (trattare e concludere affari in "nome" della società). 
Per poter fare ciò, essi dovrebbero godere di una procura speciale rilasciata dagli amministratori della SAS, che devono rigorosamente essere soci accomandatari. La violazione del divieto d'immistione comporta la perdita del beneficio di responsabilità limitata di cui normalmente godono i soci accomandanti (diversamente dagli accomandatari), e pertanto il socio acquista responsabilità illimitata verso i terzi per le obbligazione sociali. 
Inoltre la suddetta violazione legittima l'esclusione facoltativa (quindi a opera degli altri soci) dalla società. Va sottolineato che l'accomandante, pur assumendo la responsabilità di cui sopra, non diviene un socio accomandatario. In presenza di una procura speciale o di una ratifica successiva degli atti posti in essere dall'accomandante da parte della società, l'accomandante stesso avrà responsabilità illimitata "solo" verso i terzi e potrà quindi esperire l'azione di regresso nei confronti degli accomandatari e della società per le somme pagate ai creditori sociali, ma al contrario non potrà subire il regresso, salvo il risarcimento per i danni arrecati alla società. 
Ciò comporta che qualora l'atto posto in essere dall'accomandante non fosse ratificato (o se non vi era procura speciale), lo stesso risponderà personalmente con il proprio patrimonio nei confronti dei terzi con i quali ha trattato, potrà essere escluso dalla compagine sociale e soggetto al fallimento.